# Здание компании «SOK»
Здание компании «SOK» — жилой многоквартирный дом с коммерческими помещениями на Железнодорожной улице в Выборге. Пятиэтажное здание в стиле северный модерн, занимающее участок по соседству с железнодорожной станцией, который примыкает к бывшему дому фирмы «Сыновья Ф. Сергеева и К°», включено в перечень памятников архитектуры.

## История
С 1856 года Северная гавань Выборга, расположенная в Большом Ковше, была важной составляющей инфраструктуры Сайменского канала. После ввода в эксплуатацию в 1870 году новой Финляндской железной дороги Санкт-Петербург — Гельсингфорс по набережной от Выборгского вокзала к ней были подведены железнодорожные ветки для перевозки товаров пришвартованных судов. А в непосредственной близости от портовых и железнодорожных сооружений возводились здания коммерческих предприятий, самым большим из которых стало здание компании «Саво-Карельская оптовая торговля». Так как по железной дороге в Выборг прибывали тысячи туристов и коммерсантов, в районе вокзала активно строились гостиницы.
Заметное место в экономической жизни Выборга принадлежало компании SOK (об этом, в частности, напоминает внушительный комплекс зданий Выборгского хлебокомбината в Южной гавани). Компания «SOK» приобрела участок, примыкающий к зданию торговой фирмы «Сыновья Ф. Сергеева и К°». На нём по проекту хельсинкского архитектора Карла Линдаля был в 1911—1912 годах выстроен доходный дом, в котором разместились контора фирмы, гостиница (гостевой дом) «Hospiz», а также жилые и складские помещения.
Дом состоит из двух корпусов, окружающих двор-колодец треугольной формы. Фасад главного пятиэтажного корпуса обращён к набережной, а дворового четырёхэтажного корпуса — к перрону железнодорожного вокзала. Помещения, имевшие выход на перрон, использовались в качестве складских. Оба симметричных фасада украшены полукруглыми фронтонами, возвышающимися над крышей, но для оформления главного фасада использовано больше разнообразных элементов декора. Здание строилось в переходную эпоху, когда многие мастера финского модерна обращались к неоклассическим приёмам, поэтому, в отличие от ранних построек, принёсших известность Карлу Линдалю, для гладко оштукатуренного фасада дома не характерно обилие орнаментов, а гранитная облицовка первого этажа (кроме верхней части порталов) плоская и без украшений. На порталах сохранились рельефные изображения № 4: первоначально под № 2 числился деревянный дом, примыкавший к этому зданию, но после разрушений советско-финских войн (1939—1944) нумерация изменилась.
В ходе послевоенного ремонта в доме была проведена перепланировка с приспособлением большей части помещений под квартиры. Благодаря пятиугольной форме соединённых корпусов жилой дом получил прозвище «Пентагон». Первоначально во двор-колодец вели два симметричных арочных проезда, но к настоящему времени один из них используется в коммерческих целях. Комплекс зданий фирм «SOK» и «Сыновья Ф. Сергеева и К°» играет заметную роль в панораме набережной Большого Ковша.

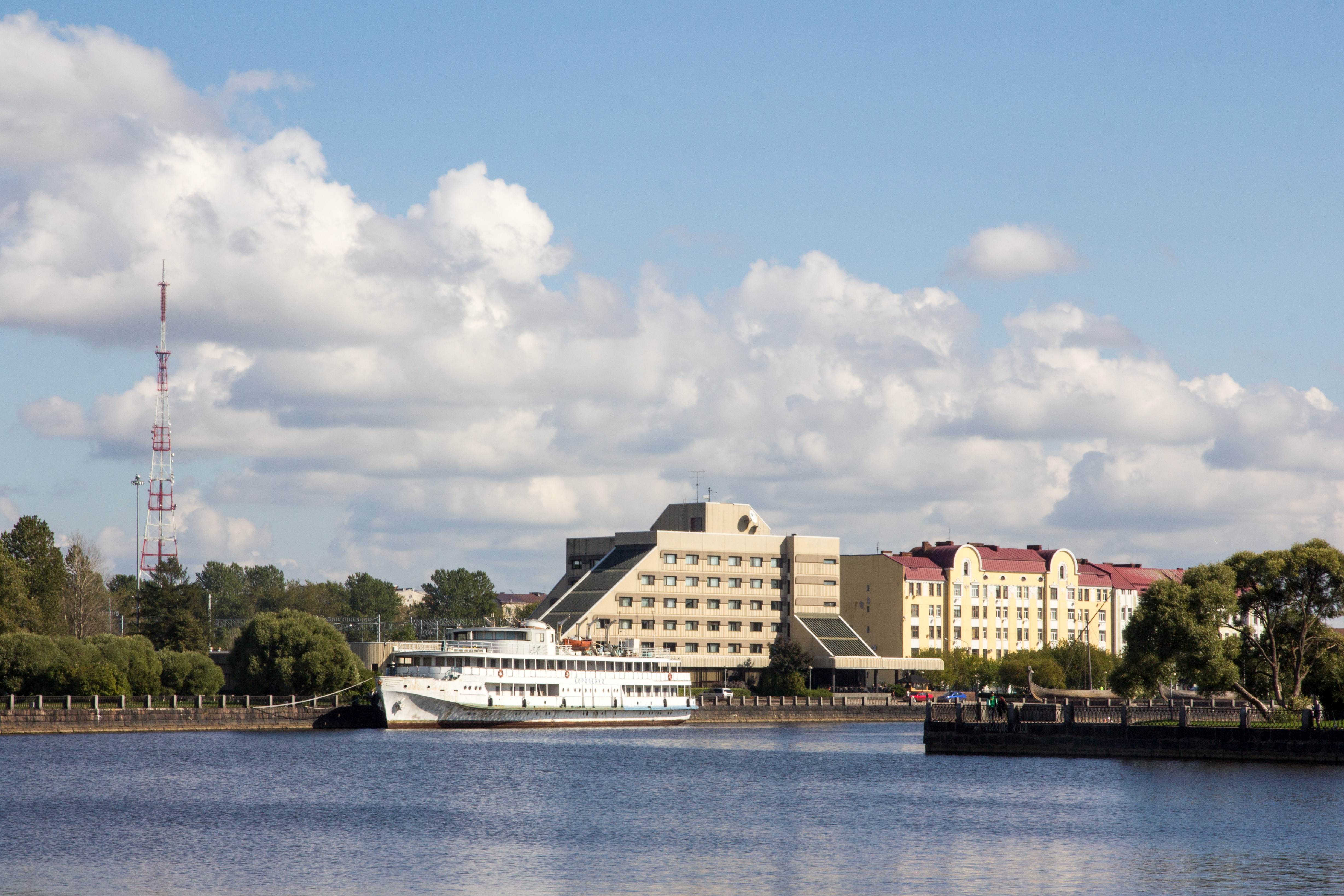
Теплоход «Короленко», гостиница «Дружба» и бывшее здание компании «SOK»
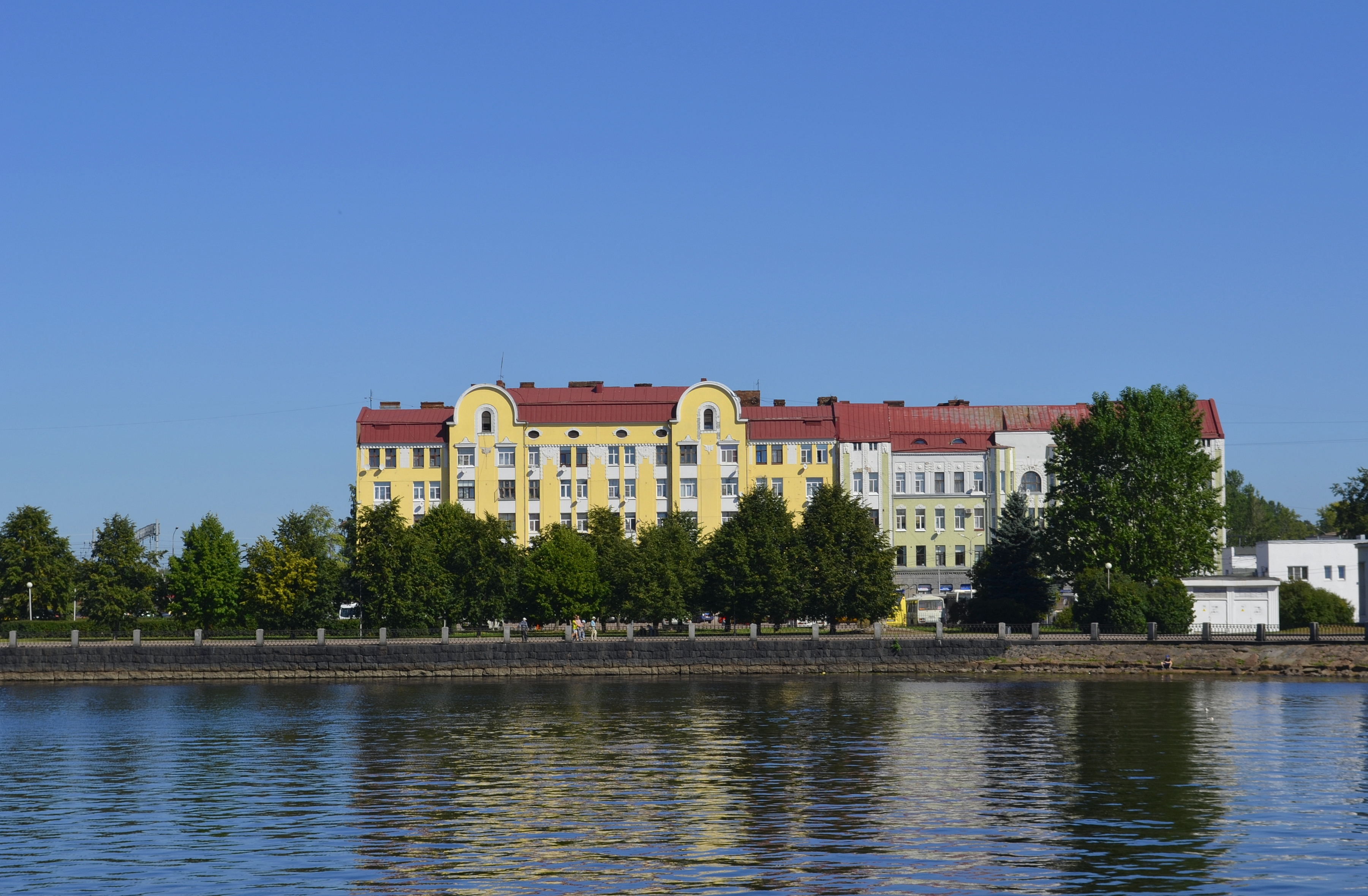
Вид на здание компании «SOK» и дом Сергеевых со стороны Большого Ковша
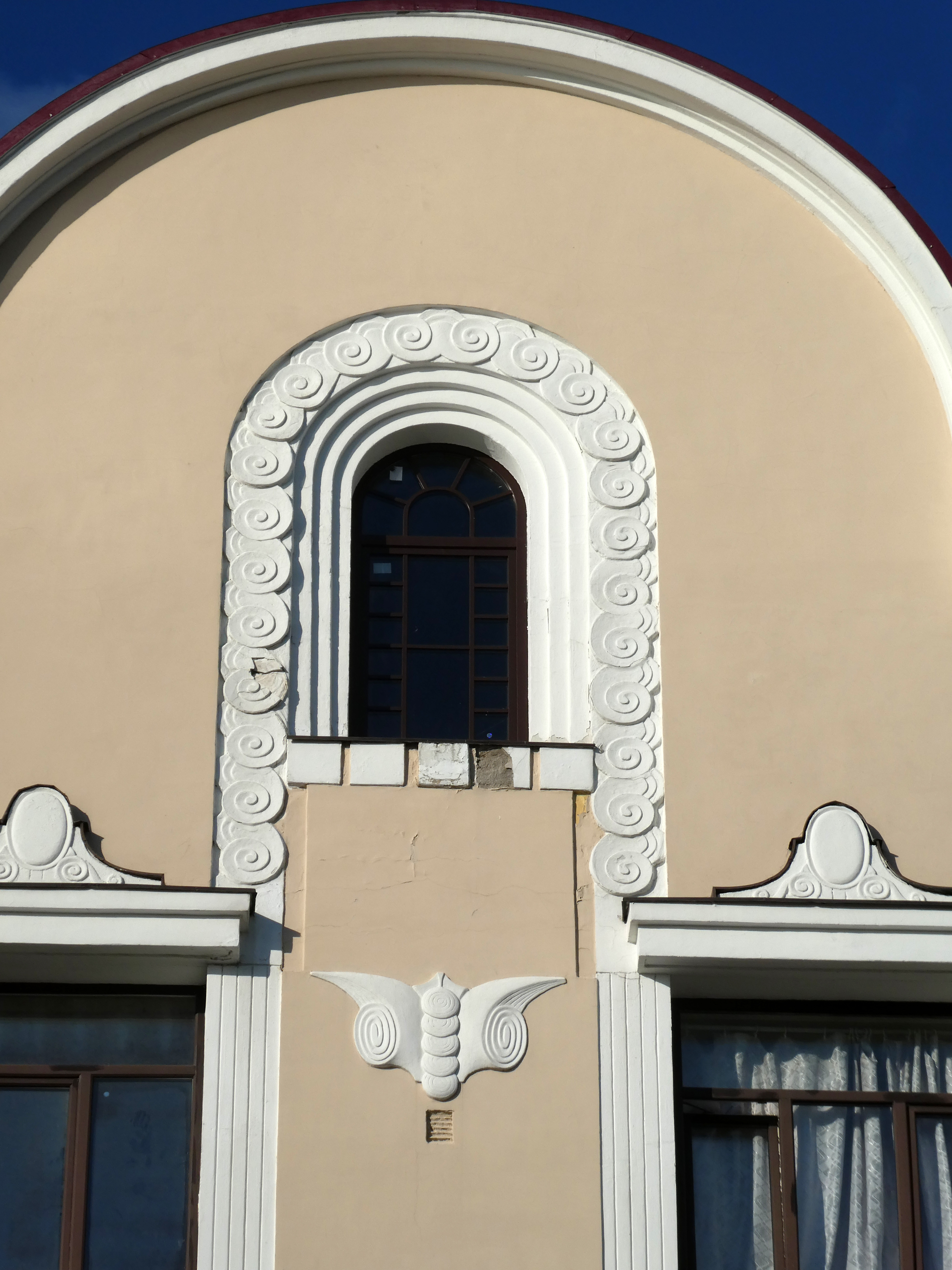
Фронтон
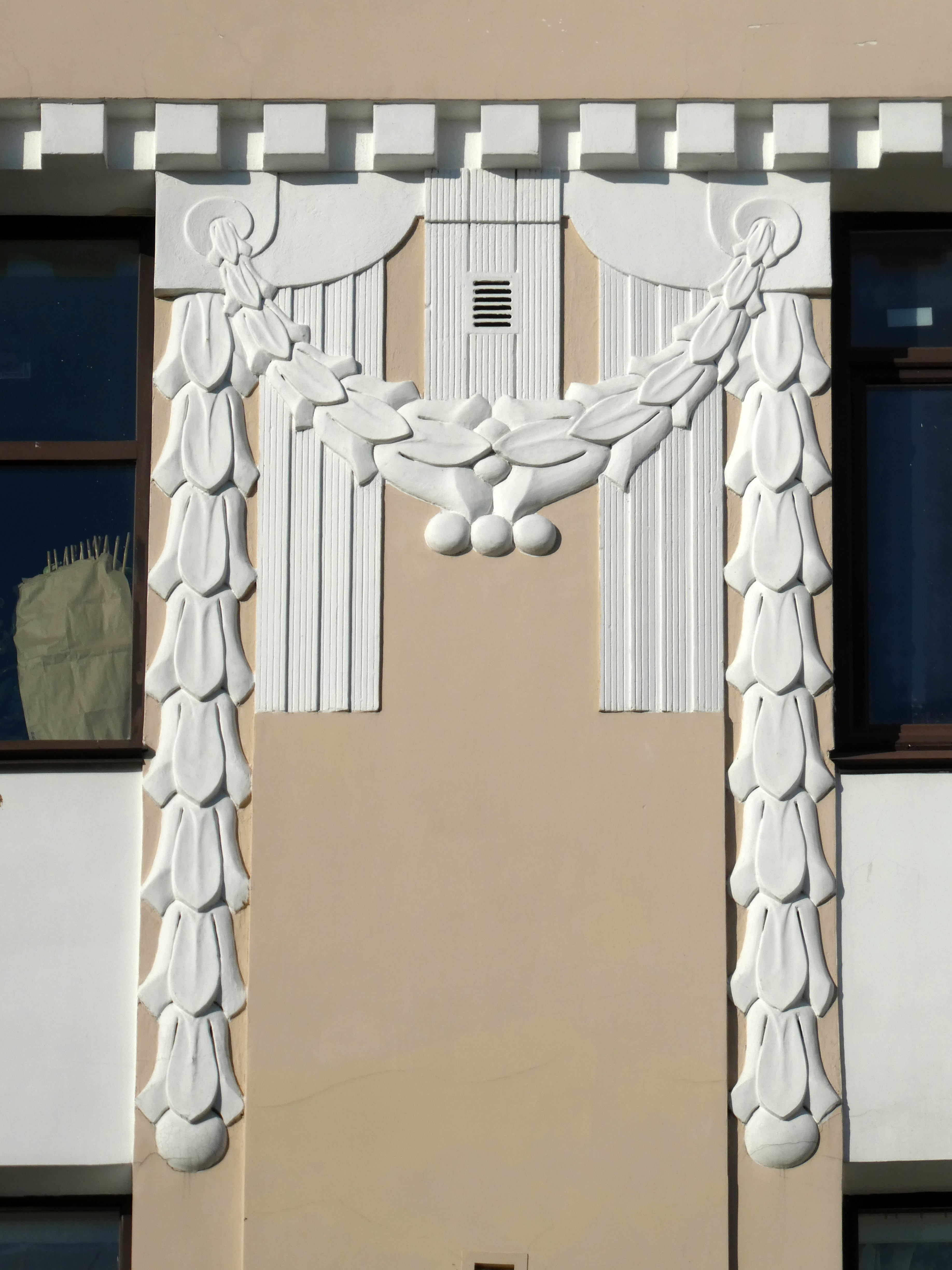
Элемент декора